# Monnina schultesii
Monnina schultesii är en jungfrulinsväxtart som beskrevs av Ramón Alejandro Ferreyra. Monnina schultesii ingår i släktet Monnina och familjen jungfrulinsväxter. Inga underarter finns listade i Catalogue of Life.